# كام براون
كام براون هو لاعب هوكي جليد كندي، ولد في 15 مايو 1969 في ساسكاتون في كندا.

## وصلات خارجية
- كام براون على موقع قاعة مشاهير الهوكي (لاعب أن.إتش.أل) (الإنجليزية)
- كام براون على موقع HockeyDB.com (الإنجليزية)
- كام براون على موقع Hockey-Reference.com (الإنجليزية)